# Craig Burden
Craig Burden (nascido em 13 de Maio de 1985, em Durban, África do Sul) é um  jogador de râguebi união do clube francês Toulon que concorre pelo Top 14. Ele iniciou-se pelo Maritzbug College, em Pietermaritzburg, onde jogava na posição centro. Entre 2006 e 2013, ele atuou como hooker os Sharks.
Em 2007 Burden participou do Curso de Alto Desempenho de Jogadores na Academia Internacional de Râguebi NZ (IRANZ). O Treinador de Burden foi o ex-jogador Paul Mitchell e o treinador Facilitador de Curso foi o ex-ITM Cup dos Leões de Wellington Chris Boyd.
Ele juntou-se ao Top 14 francês pelo Toulon em 2013.

## Conquistas
Tubarões
- Currie Cup: 2010

Toulon
- Taça dos Campeões Europeus: 2014
- Top 14 Francês: 2014